# Stigmaphyllon venulosum
Stigmaphyllon venulosum är en tvåhjärtbladig växtart som beskrevs av José Cuatrecasas. Stigmaphyllon venulosum ingår i släktet Stigmaphyllon och familjen Malpighiaceae. Inga underarter finns listade i Catalogue of Life.